# Finnkampen 2013

Finnkampen 2013 var en friidrottstävling mellan Sverige och Finland som genomfördes på Stockholms stadion den 7–8 september 2013. Senast landskampen gick av stapeln i Stockholm var 1997.

## Seniorkampen
Sverige tog en dubbel och vann finnkampen både för herrar och damer. När herrarna vann på 235 poäng mot Finlands 173 poäng var det den största segermarginalen som de svenska herrarna haft på 65 år.